# Sistema Pi
Em um conjunto Ω, em matemática, um sistema Pi (ou sistema π) é um conjunto P de determinados subconjuntos de Ω, tal que:
- P não é vazio.
- A ∩ B ∈ P, sempre que A e B estão em P[1].